# Clinocera amarantha
Clinocera amarantha är en tvåvingeart som först beskrevs av Becker 1908.  Clinocera amarantha ingår i släktet Clinocera och familjen dansflugor.
Artens utbredningsområde är Kanarieöarna. Inga underarter finns listade i Catalogue of Life.